# Neidhartshausen
Neidhartshausen ist ein Ortsteil der Gemeinde Dermbach im Wartburgkreis im heutigen Südthüringen, rund 40 km südlich von Eisenach an der Landesgrenze zu Hessen gelegen.

## Geographie
Neidhartshausen liegt in der thüringischen Vorderrhön zwischen Dermbach und Kaltennordheim. Die Bundesstraße 285 tangiert den Ort und ist Teil der Deutschen Alleenstraße. Im Ort ist die Mündung der Schmerbach in die Felda.

## Geschichte
Die erste urkundliche Erwähnung stammt aus dem Jahr 956.
Früher war der Ort Sitz der Grafen von Nithardeshusen. Diese errichteten wohl im 11. Jahrhundert oberhalb des Dorfes am Westhang des Neubergmassivs bei ca. 500 m ü. NHN eine Turmhügelburg (Motte), mit einem ovalen Plateau von ca. 4,5 × 12 Metern. Das halbkreisförmige Wall-Graben-System umfasst eine Länge von ca. 90 Metern. Von der Grabensohle bis zum Plateau sind es ca. 6 Meter. Etwa 500 Meter nördlich liegt leicht höher die spätere Hauptburg Oberhaus (auch Alte Burg oder Burg Neuberg genannt) als Spornburg. Erhalten sind das Wall-Graben-System um die Kernburg (ca. 20 × 40 Meter) und zwei Abschnittsgräben. Als dritte Burgstelle (Unterhaus) wird ein Gelände angenommen, welches die Bezeichnung „Auf der Burg“ trägt. Dieses liegt direkt am Dorfrand leicht erhöht zum Neubergmassiv in der Nähe des Sportplatzes.
Die Adelsfamilie wurde 1268 letztmals erwähnt. Danach gehörte der Ort zum Amt Fischberg. Ab dem 15. Jahrhundert wird eine erste Kirche vermutet, an deren Stelle 1722 eine neue errichtet wurde.
1631 wurden 59 Wohnhäuser gezählt. 1868 fielen einem Dorfbrand 4 Wohnhäuser sowie 14 Scheunen, Stallungen und Nebengebäude zum Opfer. 1904 wurde das Dorf an das Wasserleitungsnetz angeschlossen, 1907 an das elektrische Stromnetz. Bei einem weiteren Feuer 1911 gingen 10 Scheunen und weitere Gebäude in Flammen auf. Beim Abbruch der Brandruinen entdeckte Maurermeister Meß einen bedeutenden Münzschatz. Er bestand aus 123 großen und 753 kleinen Silbermünzen, die überwiegend im 17. Jahrhundert geprägt worden waren. Vom 1. April 1974 bis zum 5. Mai 1984 gehörte Neidhartshausen zur Gemeinde Zella/Rhön.
Am 1. Januar 2019 wurde die Gemeinde Neidhartshausen nach Dermbach eingemeindet. Zuvor gehörte sie der Verwaltungsgemeinschaft Dermbach an.

## Politik

### Ehemaliger Gemeinderat
Der Gemeinderat in Neidhartshausen setzte sich zuletzt aus sechs Gemeinderatsmitgliedern zusammen.
- Einzelbewerber: 6 Sitze

(Stand: Kommunalwahl am 25. Mai 2014)

### Bürgermeister/Ortsteilbürgermeister
Zum ehrenamtlichen Bürgermeister wurde Klaus Schulz am 6. Juni 2010 wiedergewählt. Er nahm die Wahl allerdings nicht an. Am 22. August 2010 wurde bei einer Nachwahl Gerhard Staudt zum ehrenamtlichen Bürgermeister gewählt, nach der Eingemeindung von Neidhartshausen nach Dermbach übte er das Amt des Ortsteilbürgermeister aus. Seit 2022 ist Michael Kümpel der Ortsteilbürgermeister von Neidhartshausen.

## Sehenswürdigkeiten

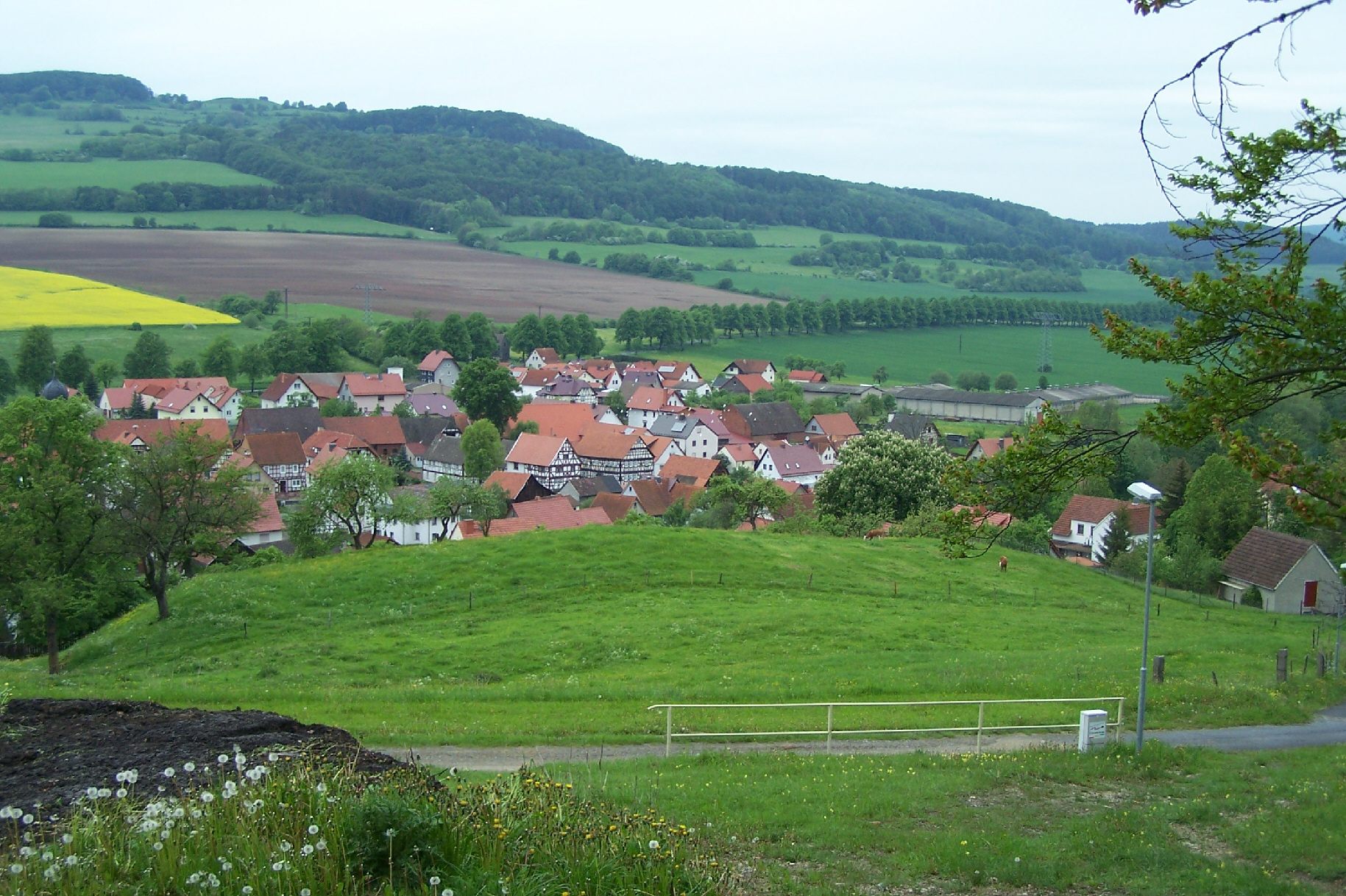
Neidhartshausen
(2009)

Die Dorfkirche im Zentrum des Ortes stammt aus dem Jahre 1722. Über der Eingangstür ist das Wappen des bei dem Bau der Kirche amtierenden Fuldaer Fürstabtes Konstantin von Buttlar angebracht. Die 1856 von Georg Markert aus Ostheim eingebaute Orgel stellt eine Rarität dar. Um die Kirche herum gruppiert sich eine Reihe von bis zu 400 Jahre alten Fachwerkhäusern. Als bedeutendes Fledermausquartier ist die Kirche als FFH-Objekt ausgewiesen.

## Öffentliche Einrichtungen
- Freiwillige Feuerwehr
- Kindergarten „Feldafrösche“
- Sportplatz „Tanzhecke“ des SV Feldatal Neidhartshausen e. V.

## Verkehr

### Öffentlicher Personenverkehr
Neidhartshausen ist durch die Verkehrsgesellschaft Wartburgmobil an das regionale Busnetz angebunden. Im Ort gibt es zwei Haltestellen, die die Buslinien 133 und 136 mit regelmäßigen Verbindungen nach Dermbach sowie nach Kaltennordheim, Kaltensundheim, Tann (Rhön) und Geisa anbieten. Zudem verkehrt die Linie 132 als Rufbus im Feldatal. Die nächstgelegenen Bahnhöfe sind in Bad Salzungen (20 km) und Meiningen (30 km), die beide nur Regionalverkehr anbieten. Mit Umstieg in Dermbach oder Kaltennordheim sind sie per Bus erreichbar. Fernverkehrsanbindungen gibt es am Bahnhof Fulda und am Eisenacher Hauptbahnhof, jeweils etwa 40 Kilometer entfernt, die mit dem Bus über Tann (Rhön) bzw. mit der Regionalbahn über Bad Salzungen erreicht werden können. (Stand Anfang 2025)

### Straßenverkehr
An Neidhartshausen verläuft die B285, die eine wichtige Nord-Süd-Verbindung zwischen Thüringen und Bayern darstellt. Sie führt von Bad Salzungen ab der B62 über Dermbach, Kaltennordheim und Fladungen bis nach Mellrichstadt, wo ein Anschluss an die A71 nach Schweinfurt besteht. Von Bad Salzungen aus besteht über die B19 eine Verbindung nach Eisenach und weiter zur A4 in Richtung Erfurt. Die A4 in Richtung Bad Hersfeld/Frankfurt am Main kann ab Friedewald (Hessen) über die B62 erreicht werden. Ab der Abzweigung Empfertshausen der B285 führt eine Landstraße nach Fulda, die eine wichtige Verbindung nach Hessen und Anschlüsse an die A7 in Richtung Würzburg und an die A66 nach Frankfurt am Main bietet. Eine weitere Verbindung führt nach Hünfeld mit Anschluss an die A7 in Richtung Kassel. Ab Kaltennordheim verläuft eine weitere Landstraße nach Meiningen, wo die A71 in Richtung Erfurt erreicht werden kann.

## Persönlichkeiten
- Hans Löber (1900–1978), Glasphysiker
- Wilhelm Löber (1903–1981), Bildhauer und Keramiker. Die Hauptstraße im Ort trägt seinen Namen.